# Akcja Strzała
Akcja Strzała (ros. Aкция Стрела) – akcja wysyłania do ZSRR materiałów propagandowych przez Ludowo-Pracowniczy Związek (Rosyjskich Solidarystów) w okresie zimnej wojny.
Na pocz. lat 60. kierownictwo Ludowo-Pracowniczego Związku (Rosyjskich Solidarystów) (NTS) podjęło decyzję o rozpoczęciu tajnej operacji pod kryptonimem „Strzała”. Odbywała się ona pod egidą Zakrytego Sektora NTS, odpowiadającego za organizowanie nielegalnych akcji o charakterze antysowieckim. Początkowo kierował nią jeden z przywódców organizacji Gleb Rahr. Polegała ona na wysyłaniu do ZSRR z różnych krajów świata listów i przesyłek pocztowych zawierających literaturę i materiały propagandowe, nazywane „strzałami”. Metody ich kamuflowania były najprzeróżniejsze, np. wymieniano prawdziwe okładki książek czy broszur na okładki książek sowieckich. Do przesyłki była ponadto wkładana tzw. wizytówka, wyjaśniająca w kilku krótkich zdaniach cele NTS. Adresaci byli wybierani z książek telefonicznych lub periodyków sowieckich (np. albumów filatelistycznych), które trafiały na Zachód. Dzięki tej akcji NTS uzyskała kontakty z przeciwnikami reżimu sowieckiego żyjącymi w ZSRR. Od połowy lat 60., po uzyskaniu zgody arcybiskupa Antonija z Rosyjskiej Cerkwi Prawosławnej poza granicami Rosji, przesyłano też materiały religijne. Po pewnym czasie do Związku Sowieckiego zaczęto wysyłać też kurierów, zwanych orłami. Rekrutowali się oni spośród mieszkańców państw zachodnioeuropejskich, często studentów uczelni wyższych. Jednym z głównych miejsc ich podróży był Leningrad. Ich celem było przywożenie sympatykom NTS w ZSRR literatury i materiałów propagandowych, a wywożenie na Zachód samizdatów. Od września 1985 przez Michaiła W. Nazarowa zaczął być wydawany Informacyonnyj biulletień akcyi Strieła (Информационный бюллетень акции Стрела). Na początku 1989 akcja Strzała została zakończona. Ogółem wysłano w jej ramach do ZSRR ponad milion różnego rodzaju materiałów.